# East Stroudsburg
East Stroudsburg ist ein Borough im Monroe County im US-Bundesstaat Pennsylvania. Das U.S. Census Bureau hat bei der Volkszählung 2020 eine Einwohnerzahl von 9669 auf einer Fläche von 7,4 km² ermittelt. Die Siedlung ist das Zentrum der Metropolregion East Stroudsburg.

## Geschichte
Das Gebiet von Stroudsburg wurde zum ersten Mal 1738 dauerhaft besiedelt, als James Monroe einen Besitzanspruch über 600 Acres in Bucks County, dem heutigen Monroe County, entlang des Ostufers des Analomink oder Smithfield Creek erhielt; heute Brodhead Creek genannt. Ein zusätzliches Anspruch für 150 Acres am Westufer wurde 1750 an Brodhead vergeben. Brodhead, ein Richter, war sowohl mit den örtlichen Indianern als auch mit den mährischen Missionaren befreundet, die aus Bethlehem, Pennsylvania, in die Gegend kamen.
Ursprünglich als Dansbury bekannt, wurde East Stroudsburg aus geografischen Gründen umbenannt, als die Delaware, Lackawanna, and Western Railroad eine Station in der Stadt eröffnete. Obwohl der Name von der angrenzenden Gemeinde Stroudsburg abgeleitet ist, hat die Stadt fast doppelt so viele Einwohner.
Das East Stroudsburg Armory und die inzwischen stillgelegte East Stroudsburg Station sind im National Register of Historic Places aufgeführt.

## Demografie
Nach einer Schätzung von 2019 leben in East Stroudsburg 10.433 Menschen. Die Bevölkerung teilt sich im selben Jahr auf in 65,0 % Weiße, 17,4 % Afroamerikaner, 0,1 % amerikanische Ureinwohner, 3,2 % Asiaten, 0,1 % Ozenier und 6,7 % mit zwei oder mehr Ethnizitäten. Hispanics oder Latinos aller Ethnien machten 16,8 % der Bevölkerung aus. Das mittlere Haushaltseinkommen lag bei 51.016 US-Dollar und die Armutsquote bei 17,4 %.

## Bildung
In East Stroudsburg befindet sich der Campus der East Stroudsburg University of Pennsylvania.

## Söhne und Töchter
- Walter Charles (1945–2023), Schauspieler
- John Dengler (1927–1994), Jazzmusiker
- Jayson Terdiman (* 1988), Rennrodler